# Fortune Gordien
Fortune Everett Gordien (ur. 9 września 1922 w Spokane w stanie Waszyngton, zm. 10 kwietnia 1990 w Fontanie w Kalifornii) – amerykański lekkoatleta dyskobol, czterokrotny rekordzista świata i dwukrotny medalista olimpijski.
Na igrzyskach olimpijskich w 1948 w Londynie Gordien zdobył brązowy medal w rzucie dyskiem, przegrywając z Włochami Adolfo Consolinim i Giuseppe Tosim. 9 kwietnia 1949 w Lizbonie odebrał Consoliniemu rekord świata rzutem na odległość 56,46 m. 14 sierpnia tego samego roku poprawił ten rekord w Hämeenlinna na 56,77 m.
Był jednym z faworytów konkursu rzutu dyskiem na igrzyskach olimpijskich w 1952 w Helsinkach, ale w finale zajął dopiero 4. miejsce. Mistrz olimpijski Sim Iness odebrał mu rekord świata 20 czerwca 1953, ale Gordien odzyskał rekord 11 lipca tego roku w Pasadenie z wynikiem 58,10 m. Poprawił ten rekord 22 sierpnia 1953 w Pasadenie na 59,29 m, co pozostało rekordem świata aż do 1959, kiedy to lepszy wynik uzyskał Edmund Piątkowski.
Podczas igrzysk panamerykańskich w 1955 w Meksyku Gordien zwyciężył w rzucie dyskiem, a w pchnięciu kulą zdobył srebrny medal, za swym rodakiem Parrym O’Brienem. Na igrzyskach olimpijskich w 1956 w Melbourne Gordien zdobył srebrny medal, przegrywając z innym Amerykaninem Alem Oerterem.
Był mistrzem Stanów Zjednoczonych (AAU) w latach 1947–1950, 1953 i 1954. Zdobył również akademickie mistrzostwo Stanów Zjednoczonych (NCAA) w latach 1946–1948.
Rekord życiowy Gordiena w rzucie dyskiem wynosił 58,28 m i pochodził z 1953.